# أحمد بوشمال
أحمد بوشمال (25 يناير 1899 قسنطينة – 13 سبتمبر 1958)، عالم ومصلح ومقاوم جزائري

## النشأة
ولد أحمد بوشمال بقسنطينة في 25 يناير 1899 م، وسط أسرة نزحت إلى المدينة من شمال المنطقة؛ فوالده إسماعيل، صانع الأحذية التقليدية، ينحدر من عرش بني عمران من بلدية الطاهير بولاية جيجل، بينما تنحدر والدته من عرش أولاد عطية من بلدية القل بولاية سكيكدة.
تعلم مبادئ القراءة والكتابة بكتّاب «سيدي ياسين» في حي سيدي جليس، وواصل تعليمه التقليدي به إلى أن ختم القرآن الكريم. وما لبث طريقه أن تقاطع مع طريق الشيخ عبد الحميد بن باديس العائد من جامع الزيتونة والذي بدأ في غضون الحرب العالمية الأولى وبعدها يتلمس نهجه في الإصلاح التربوي والديني، ويبحث عن مريدين وتلاميذ لمساعدته في حمل الأمانة الثقيلة.
كان ذلك في كُتّاب صالح الجنّان والد صديقه ورفيقه في الحركة الإصلاحية عبد الحفيظ الجنان، حيث شرع ابن باديس في التدريس، قبل أن يستقر بها المقام بالجامع الأخضر الشهير. ثم كانت الانطلاقة الواعدة بشراء ما أصبح يعرف «بالمطبعة الإسلامية الجزائرية» في ربيع 1925م وهي الخطوة الأولى التي تلتها مباشرة خطوة إصدار صحيفة «المنتقد» التي أصبح أحمد بوشمال مدير نشرها، أسوة بـ «الشهاب» التي خلفتها بعد فترة قصيرة. كما أصدر رفقة الأستاذ محمد العابد الجلالي جريدة أدبية أسبوعية أسمياها: «أبو العجائب».
وعندما أسس ابن باديس جمعية التربية والتعليم التي فتحت مدرسة بنفس الاسم، كان بوشمال إلى جانبه في كل ما يتعلق بالإجراءات الإدارية.

## طرفة العالم.. والمعلم

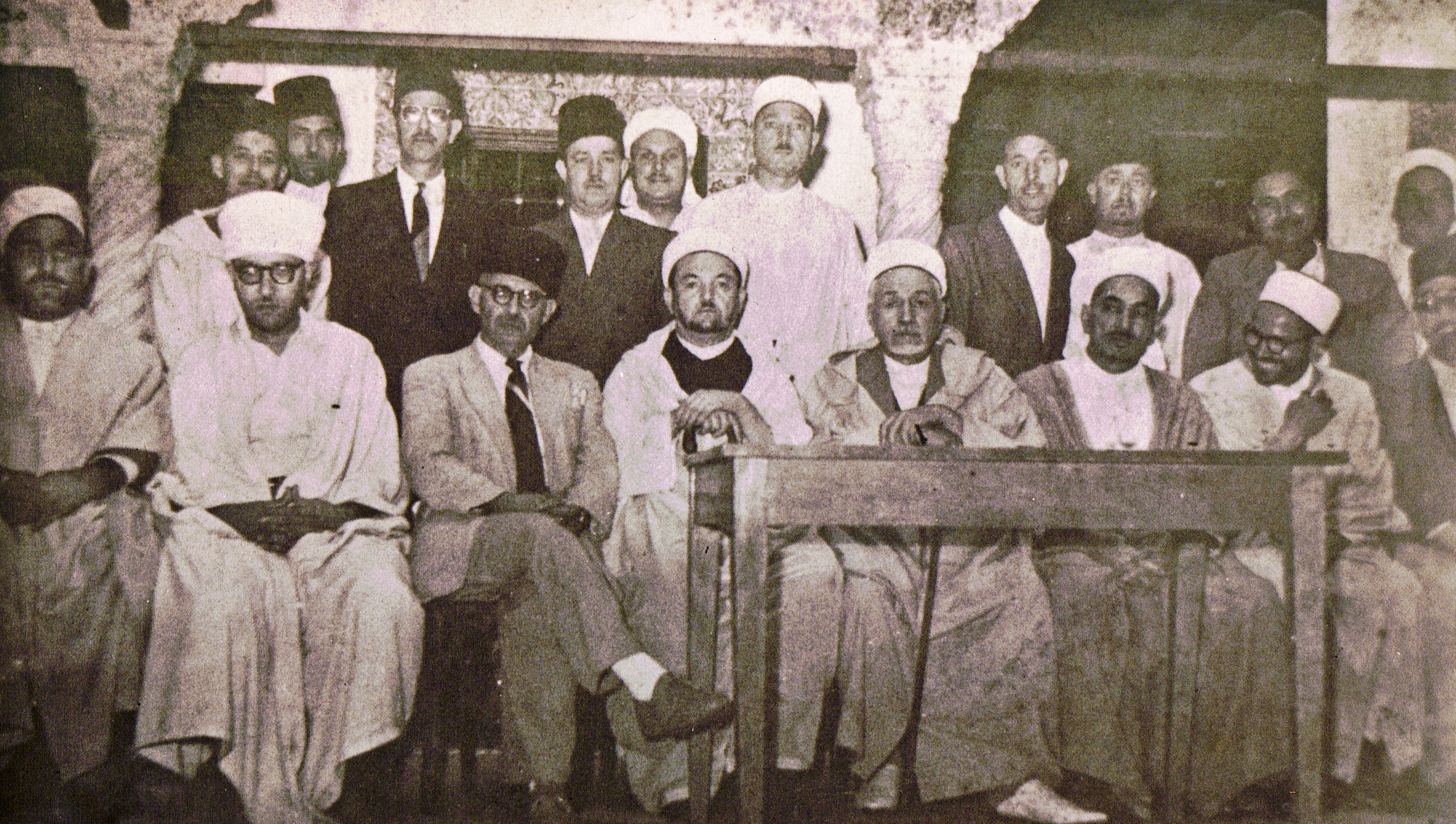
المجلس الإداري لجمعية العلماء - 1949. (الجلوس، من اليمن إلى الشمال) أحمد بوشمال، عبد اللطيف سلطاني، محمد خير الدين، محمد البشير الإبراهيمي (نائب الرئيس)، العربي التبسي، أحمد توفيق المدني، عباس بن الشيخ الحسين، نعيم النعيمي، (الوقوف من خلف) مجهول، حمزة بوكوشة، أحمد سحنون، عبد القادر المغربي، الجيلالي الفارسي، أبو بكر الأغواطي، أحمد حماني، باعزيز بن عمر، مجهول، مجهول.

ومما يذكر في هذا الصّدد أن الحرب العالمية الثانية ما فتئت أن ألقت بمتاعبها على النشاط السياسي والثقافي بالجزائر، وامتد ذلك إلى «المطبعة الإسلامية الجزائرية» التي يديرها أحمد بوشمال فكسدت معاملاتها، لكنه عز عليه أن يسرح عمالها، بعد أن وجدوا أنفسهم في بطالة تقنية رغم تزايد تكاليفهم وأعبائهم، وللخروج من هذا المأزق الاقتصادي الاجتماعي استشار بعض رفاقه، ومنهم الشيخ محمد الصالح رمضان الذي أشار عليه بإعادة طبع صحيفة الشهاب حسب تبويبها، مع تخصيص كتاب لكل باب منها، على أن يقرن ذلك بإحياء ذكرى صاحبها الشيخ ابن باديس. وقد تجسد هذا المشروع فعلا وتم إصدار كذا من كتاب تحت عنوان: «تفسير ابن باديس»، وذلك بمساعدة عدد من أساتذة الجمعية، أمثال الشيوخ محمد العابد الجلالي ومحمد الغسيرية ومحمد الصالح رمضان فضلا عن شاعر الجمعية محمد العيد آل خليفة.
وفي صائفة سنة 1946 عقدت جمعية العلماء اجتماعا عاما، جددت فيه هياكلها استعدادا لفترة ما بعد الحرب وآفاقها. وبموجب ذلك انتخب الشيخ بوشمال عضوا في المجلس الإداري (المكتب التنفيذي)، ثم أمين مال مساعد للشيخ محمد خير الدين وبناء على ذلك أصبح بمثابة المسير الفعلي لمالية الجمعية، المكلف كذلك بالسهر على تنظيم اجتماعاتها الدورية. وما لبث أن كسب ثقة الرئيس الثاني لجمعية العلماء الذي كان كثيرا ما يصطحبه في تنقلاته عبر الوطن، فضلا عن تفويضه مهمة الاتصال بمختلف الجمعيات المحلية وشعب الجمعية، وعندما قررت رئاسة جمعية العلماء إعادة التعليم الثانوي إلى قسنطينة ـ بعد أن نقل مؤقتا إلى تبسة إثر وفاة ابن باديس ومضايقات ظروف الحرب ـ عين الشيخ بوشمال في لجنة إنجاز مشروع معهد ابن باديس الذي فتح أبوابه في ديسمبر 1947. كما كلف لاحقا في إطار استكمال هذا المشروع بإنجاز دار للطلبة مجهزة بمطعم، أصبحت جاهزة للاستقبال خلال 1953، علما أن الطلبة كانوا يتوافدون على المعهد من مختلف أنحاء البلاد.

## مع الثورة التحريرية

### مطبعة في خدمة جبهة التحرير
وغداة إعلان ثورة فاتح نوفمبر 1954 م، قام الشيخ بوشمال بوضع مطبعة الجمعية في خدمة الجبهة، لنشر نداءاتها وإعداد بعض وثائقها الإدارية، على غرار بطاقات جنود جيش التحرير الوطني. وكانت الجبهة بدورها ـ بواسطة الولايات الثانية ـ لا تبخل بالمساعدة، مثل دعمها لمعهد ابن باديس بمبلغ 5 ملايين فرنك (قديم، أي سنتيم) بعد أن وجد صعوبة في دفع مستحقات مستخدميه، وقد وجد الشيخ أحمد نفسه في دوامة ثورة التحرير، مستقطبا مثل العديد من رفاقه شبهات الأمن الاستعماري، لا سيما بعد «انكشاف أمر الخلية الرئيسية بالمعهد، والتحاق معظم عناصرها بتونس خاصة» وقد أصبح الشيخ في احتكاك مباشر برجال الأمن الذين كانوا كثيرا ما يطرقون باب مكتبه للسؤال عن هذا الأستاذ أو ذاك.

### إضراب الأيام الثمانية
وأثناء إضراب الأيام الثمانية مطلع 1957 م فضل الشيخ أن يرابط بدار الطلبة ـ طوال مدة الإضراب ـ لتطمين سكانها الذين وجدوا فيه نعم السند المعنوي. وحضر الشيخ عقب ذلك اجتماعا طارئا سريا بالعاصمة، للبقية الباقية من مسؤولي جمعية العلماء، بعد اختطاف الشيخ العربي التبسي نائب رئيس الجمعية مساء 4 أبريل من نفس السنة. وقد توج الاجتماع الذي حضره كذلك الشيوخ علي مغربي وعبد اللطيف سلطاني وأحمد حماني ومولود النجار ومحمد الطاهر الساحلي ـ ببيان يحمل السلطات الفرنسية مسؤولية اختطافه وما يمكن أن ينجم عنه، بعد أن سجل أن المختطفين الذين افتحموا أسوار مسكن الشيخ ببلكور، كانوا مسلحين يرتدون الزي العسكري الفرنسي.

### الإعتقال
ويبدو أن سلطات الاحتلال بقسنطينة قررت مصير الشيخ بوشمال حيث كان في مهمة بتكليف من قيادة الولاية الثانية، كان ذلك في 11 أوت 1957 م. وعندما نقل الأسير إلى قسنطينة لاستكمال التحقيق معه ـ تحت سياط التعذيب ـ بعد أربعة أيام قال له جلادوه إن الشيخ بوشمال سارع إثر اعتقاله إلى الاتصال بمقر جمعية العلماء في العاصمة للاستفسار عنه. وما لبث أن ألحق به في 17 أوت بمركز العبور والفرز في حامة بوزيان. وقد رآه الشيخ حماني عن بعد دون التمكن من الحديث إليه.
وبعد أيام معدودة بالمركز أفرج عنه، لعدم توفر ما يبرر حبسه من وقائع أو أدلة.
وفي ربيع 1958 م اعتقل من جديد وعذب عذابا شديدا، دون الحصول منه على ما يمكن أن يدان به. وقد غادر المعتقل بعد فترة، مقوس الظهر هذه المرة جراء ما عانى من تعذيب.

### الوفاة
اختطف مساء 13 سبتمبر 1958 من بيته تحت جنح الليل، ولم يظهر له أثر بعد ذلك. وقد علم أقاربه لاحقا أنه اقتيد مباشرة إلى مزرعة أمزيان (حي الشهداء حاليا) منكودة السمعة، بعد أن حول القمع الاستعماري اسطبلاتها إلى أوكار للتعذيب والقتل بدون محاكمة. وفي هذا الوكر الرهيب دعي ذات ليلة من قبل جلاديه، ليختفي إثر ذلك إلى الأبد، ولتضليل عائلة الشهيد لم تتحرج إدارة هذا الوكر من ترويج إشاعات، تفيد باحتمال نقله إلى معتقل وادي العثمانية تارة، ومعتقل فج مزالة (فرجيوة) تارة أخرى.
وفي 17 أكتوبر الموالي تحسست زوجته الخطر، فراسلت العقيد «أَشْت» مدير مركز الحامة للعبور والفرز تسأل عنه، فأحالها على العقيد «جاني» قائد قطاع قسنطينة الذي رد على الزوجة المعذبة زاعما أن المعني أفرج عنه في 2 أكتوبر أي بعد نحو أسبوعين من اعتقاله، وذلك لعدم ثبوت ما يدينه.
وبعد حوالي سنتين أعادت الزوجة الحائرة الكرة بمراسلة عامل قسنطينة، وذلك في 30 أوت 1960 م، وقد ذكّرت السيد العامل بما حدث لزوجها المختفي منذ اعتقاله مساء 13 سبتمبر 1958 م وكان الجواب بواسطة رئيس ديوان العامل الذي زعم أن الشيخ بوشمال أفرج عنه بعد دراسة حالته في 20 أكتوبر 1958 م.
وهكذا أصبح يوم الإفراج المزعوم تاريخا لاستشهاده!